# Cadel Evans Great Ocean Road Race Women
La Cadel Evans Great Ocean Road Race Women és una competició de ciclisme de carretera d'un dia que es disputa pels voltants de Geelong (Victòria, Austràlia). La primera edició es disputà el 2015 en homenatge al ciclista australià Cadel Evans, qui es retirà després de la celebració de la prova i qui en dissenyà el recorregut conjuntament amb el també ciclista australià Scott Sunderland. Es competeix tant en categoria masculina com en femenina.
Després de dos anys sense disputar-se per culpa de la pandèmia de COVID-19, el 2023 es va reprendre la cursa.

## Palmarès
| Any  | Vencedora                | Segona                   | Tercera               |         |
| ---- | ------------------------ | ------------------------ | --------------------- | ------- |
| 2015 | Rachel Neylan            | Valentina Scandolara     | Tessa Fabry           |         |
| 2016 | Amanda Spratt            | Rachel Neylan            | Danielle King         |         |
| 2017 | Annemiek van Vleuten     | Ruth Winder              | Mayuko Hagiwara       |         |
| 2018 | Chloe Hosking            | Gracie Elvin             | Giorgia Bronzini      |         |
| 2019 | Arlenis Sierra Cañadilla | Lucy Kennedy             | Amanda Spratt         |         |
| 2020 | Liane Lippert            | Arlenis Sierra Cañadilla | Amanda Spratt         |         |
| 2021 | suspesa                  | suspesa                  | suspesa               | suspesa |
| 2022 | suspesa                  | suspesa                  | suspesa               | suspesa |
| 2023 | Loes Adegeest            | Amanda Spratt            | Nina Buysman          |         |
| 2024 | Rosita Reijnhout         | Dominika Włodarczyk      | Cecilie Uttrup Ludwig |         |
| 2025 | Ally Wollaston           | Karlijn Swinkels         | Noemi Rüegg           |         |